# Zólyom–Turócdivék-vasútvonal
A Zólyom–Turócdivék-vasútvonal (szlovákiai számozás szerint 171-es vasútvonal) egy részben kétvágányú, részben villamosított szlovákiai vasútvonal, amely Zólyom és Turócdivék településeket köti össze.

## Története
A vonal a Budapest–Salgótarján–Losonc–Zólyom–Ruttka-vasútvonal része, ami a Kassa–Oderbergi Vasúttal történő összeköttetést biztosította, és a MÁV első fővonala volt. 1872. augusztus 12-én nyitották meg. Az eredeti tervek szerint vagy Rózsahegy, vagy Hermánd irányába vezették volna a vonalat észak felé, ám a magas építési költségek miatt a Körmöcbánya felé történő vezetés mellett döntöttek. Később Csehszlovákia idején az utóbbi szakaszon megépült a 170-es vonal, így 1940 decemberében az átmenő forgalom áthelyeződött arra a szakaszra. Ekkor kapta ez a szakasz a Zólyom-Turócdivék nevet. A szelvénykövek kilométerszámozása a mai napig a régi MÁV számozása szerinti.
A vasútvonal Zólyomról indul, és 260 méteres tengerszint feletti magasságról jut el a Garam völgyén keresztül a 773 méteres tengerszint feletti magasságban található Jánoshegy állomásig. A hegyi vonalvezetés miatt rengeteg töltést, bevágást, és alagutat kellett építeni. Az építkezéskor 10 alagút létesült, ezt a két világháború között két másikkal egészítették ki. A Sohler-alagút különlegessége, hogy egy közel 50 méteres szakaszon árkádos kialakítású, azaz oszlopok tartják az egyik oldalon az alagút falát.
Zólyom és Garamberzence között a vasút kétvágányú, és a magyar rendszerrel azonos 25 kV 50 Hz váltóárammal villamosított. Felsőstubnya és Turócdivék között ismét kétvágányú a pálya, de villamosítatlan.
Ma a vonalon nincs olyan vonat, amelyik a teljes hosszon járna, jellemzően Privigye-Felsőstubnya-Turócdivék-Ruttka vonatok, illetve Garamberzence-Felsőstubnya vonatok közlekednek.

## Fordítás
Ez a szócikk részben vagy egészben  a(z)   Železničná trať Zvolen – Diviaky című szlovák Wikipédia-szócikk ezen változatának fordításán alapul.  Az eredeti cikk szerkesztőit annak laptörténete sorolja fel. Ez a jelzés csupán a megfogalmazás eredetét és a szerzői jogokat jelzi, nem szolgál a cikkben szereplő információk forrásmegjelöléseként.